# Mansour Matloubi
Mansour Matloubi (in persiano منصور مطلوبی‎; Iran, 1952) è un giocatore di poker iraniano, campione del mondo nel 1990.
Matloubi fu molto attivo nei tornei di poker negli anni novanta. Vinse il Main Event delle World Series of Poker 1990: fu il primo non statunitense a vincere l'evento. Giunse al tavolo finale anche nel 1993, finendo quarto e venendo eliminato dal futuro vincitore Jim Bechtel.
Sino al 2011 ha vinto più di 1.900.000$ in tornei, pur non avendo risultati dal 2006.